# Elizabeth Robinson Abbott

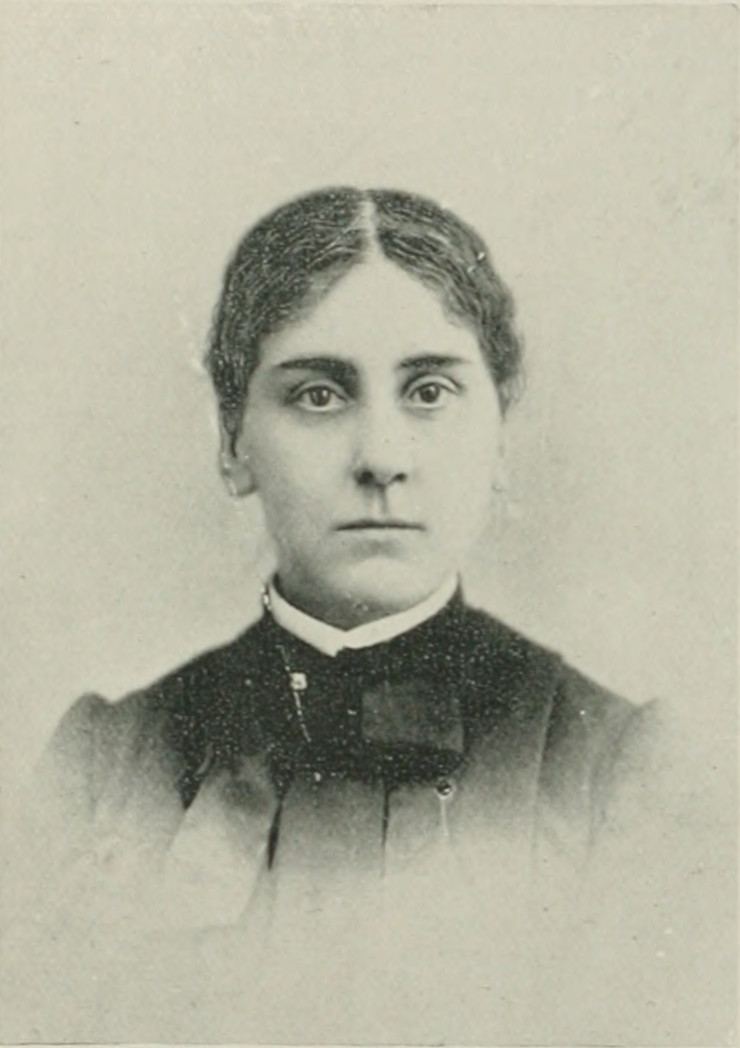
Elizabeth Robinson Abbott, 1893

Elizabeth Osborne Robinson Abbott (* 11. September  1852 in Lowell, Massachusetts; † 27. September 1926 in Malden, Massachusetts) war eine US-amerikanische Pädagogin, die als Pionierin bei der Einführung des Kindergartens in Connecticut gilt.

## Leben
Robinson war die zweite Tochter von William Stevens Robinson und Harriet Hanson Robinson. Ihre ältere Schwester war Harriette Robinson Shattuck und sie hatte zwei jüngere Brüder.
Robinson unterrichtete zunächst an einer Bezirksschule in Maine und leitete eine kleine Privatschule. Sie arbeitete auch eine Zeit lang als Schriftsetzerin, stellte aber fest, dass die Bezahlung für Frauen in diesem Bereich nicht sehr gut war. Dann begann sie als Köchin in einem Wohltätigkeitskindergarten und einer Kinderkrippe in Boston zu arbeiten; sie durfte Kurse besuchen, die ihr schließlich erlaubten, Kindergärtnerinnen zu unterrichten. Sie unterrichtete zunächst an einer karitativen Sommerschule in Boston und dann in Waterbury, Connecticut. Im Jahr 1885 heiratete sie George S. Abbott. Sie unterrichtete weiterhin und betrieb später in ihrem Haus einen Kindergarten. Sie fungierte als Sekretärin der Connecticut Valley Kindergarten Association. Robinson Abbott half auch bei der Gründung des Old and New Women's Club in Malden und war die Hauptgründerin des Woman's Club of Waterbury.
Das Ehepaar hatte zwei Kinder, Robin und Martha, und zog später in das Haus ihrer Familie in Malden. In den letzten elf Jahren ihres Lebens nutzte sie einen Rollstuhl und starb in Malden im Alter von 74 Jahren. Sie ist auf dem Sleepy Hollow Cemetery in Concord, Massassucetts, beigesetzt.